# Marianna Barilli
Pour les articles homonymes, voir Barilli et Bondini.
Marianna  Barilli ou encore Marianna Bondini Barilli (née à Dresde, 18 octobre 1780 et morte à Paris le 25 octobre 1813) est une cantatrice soprano italienne.

## Biographie
Marianna  Barilli est née à Dresde en Allemagne, où son père Pasquale Bondini était le directeur de l'Opéra italien. À l'âge de seize ans[précision nécessaire], elle est  orpheline car son père, à la suite de l'incendie au théâtre de Prague, meurt au cours de son retour en Italie. Devant subvenir aux besoins du reste de la famille, Marianna se rend à Bologne où, grâce au professeur de chant Sartorini, elle fait ses débuts dans de petits concerts et au théâtre.
Elle épouse le chanteur Luigi Barilli (it), qui connaît alors le succès et s'installe à Paris où elle se produit en concert, ayant exprimé dans son contrat de mariage son souhait de ne pas se produire au théâtre en raison du trac. En 1807, elle chante devant Napoléon Bonaparte et l' impératrice Joséphine dans le jardin des Tuileries, une prestation qui lui vaut un engagement à l'Opéra national de Paris.
Marianna Barilli est morte à Paris à l'âge de 33 ans en 1813, « après une maladie de 13 jours » à l'apogée de sa carrière et est enterrée au Cimetière du Père-Lachaise.